# Tour d'Ukraine
Le Tour d'Ukraine est une course cycliste à étapes, organisée en Ukraine. Créée en 2016, l'épreuve fait partie de l'UCI Europe Tour en catégorie 2.2.

## Palmarès
| Année | Vainqueur      | Deuxième        | Troisième      |
| ----- | -------------- | --------------- | -------------- |
| 2016  | Sergiy Lagkuti | Vitaliy Buts    | Nikita Stalnow |
| 2017  | Vitaliy Buts   | Andriy Vasylyuk | Sergiy Lagkuti |